# عين الرمان

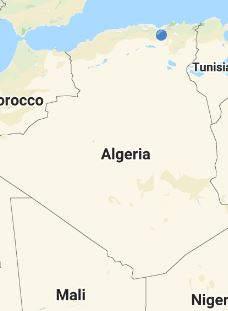
عين الرمان في الخريطة

عين الرمان Ain Romane (المدينة الجديدة) هي مجمع سكني في بلدية أولاد صابر تابعة إداريا دائرة قجال بولاية سطيف تقع بين مدينة العلمة و تبعد عنها ب 16 كلم ومدينة سطيف و تبعد عنها ب 5 كلم يمر بها الطريق السيار شرق-غرب  والطريق الوطني رقم 05.وتقع في شمال شرق البلاد، على ارتفاع حوالى 1096متر فوق سطح البحر، وعلى بعد305 كلم شرق الجزائر العاصمة.

## مناخ عين الرمان
عين الرمان شتاؤها بارد وممطر كما تعرف بهطول ثلوج كثيفة لمدة طويلة في الشتاء. اما في الصيف فهو حار نسبيا.

## الفلاحة وتربية المواشي
تتميز عين الرمان بكثرة الأنشطة الفلاحية وتربية المواشي، حيث ازدهرت بها.

## الصناعة
تحتوي مدينة عين الرمان على منطقة صناعية من أكبر المناطق الصناعية في ولاية سطيف ساهمت هذه المنطقة في توفير مناصب شغل.[تحقق من المصدر]

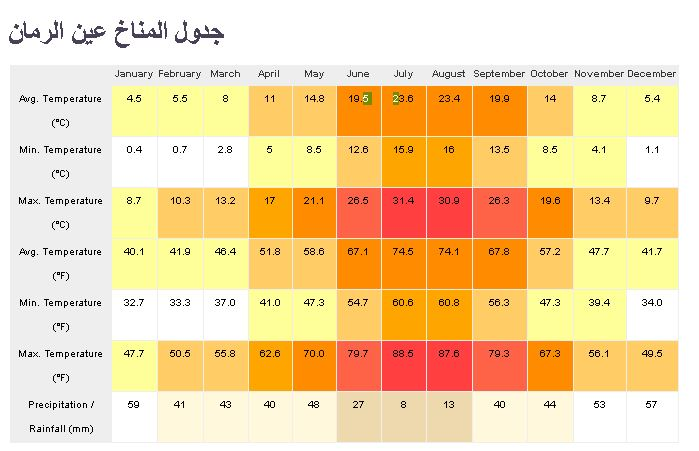

## مدرسة ضباط الصف للدرك الوطني
بالقرب من عين الرمان توجد مدرسة ضباط الصف للدرك الوطني ويذكر أنها شرعت في التكوين في 1991 وتتربع على أكثر من 100 هكتار وتتوفر حاليا على طاقة استيعاب تصل إلى ثلاثة آلاف متربص بعد أن كانت لا تتعدى ألف متربص.

## أحياء عين الرمان
204 مسكن.
50 مسكن.
600 مسكن.
308 مسكن.
السوايح

## مدارس عين الرمان

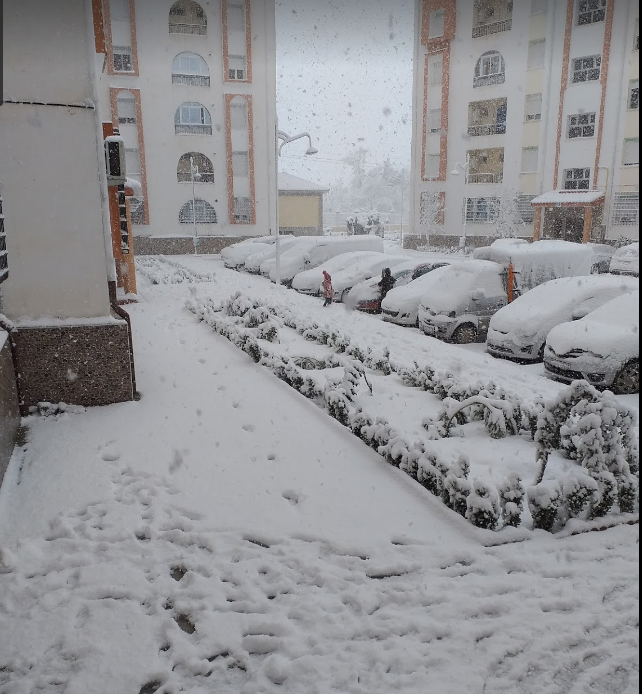
صورة عين الرمان في الشتاء

متوسطة محمد حساين.
ابتدائية ليتوفي عبد الرحمان.

## تاريخ عين الرمان
سميت عين الرمان بهذا الاسم لوجود منبع مياه بنته الرومان قديما.